# Palaeopsylla danieli
Palaeopsylla danieli är en loppart som beskrevs av Smit et Rosicky 1976. Palaeopsylla danieli ingår i släktet Palaeopsylla och familjen mullvadsloppor. Inga underarter finns listade i Catalogue of Life.